# 第17號小提琴奏鳴曲 (莫扎特)
莫扎特的C大調鍵盤與小提琴奏鳴曲，目錄第296號，1778年3月11日於曼海姆完成。1781年出版，當時是莫扎特「作品2」的其中一首作品。第296號奏鳴曲是莫扎特在同類型的作品中第一首成熟之作，開啟了1778年至1788年的十數首鍵盤-小提琴奏鳴曲之旅。作品題獻給約瑟夫·芭芭拉·奧恩哈默。

## 分析
這首作品有三個樂章：
1. 活潑的快板（Allegro vivace）
2. 持續的行板（Andante sostenuto）
3. 快板（Allegro）

作品以時下流行的曼海姆風格寫成，莫扎特當時對於約瑟夫·舒斯特的小提琴奏鳴曲相當感興趣，且也注意到了曼海姆當地人對舒斯特音樂的喜愛。

## 外部連結
- 《莫扎特第17號小提琴奏鳴曲》：谱子和报道（德语），《莫扎特全集》
- 莫扎特第17號小提琴奏鳴曲：国际乐谱典藏计划上的乐谱